# Białe Ługi
Białe Ługi (biał. Белыя Лугі, Biełyja Łuhi; ros. Белые Луги, Biełyje Ługi) – wieś na Białorusi, w obwodzie grodzieńskim, w rejonie korelickim, w sielsowiecie Rajca.

## Historia
W dwudziestoleciu międzywojennym okolica szlachecka leżąca w Polsce, w województwie nowogródzkim, w powiecie nowogródzkim, w gminie Cyryn. W 1921 miejscowość liczyła 79 mieszkańców, zamieszkałych w 14 budynkach, w tym 58 Białorusinów i 21 Polaków. 40 mieszkańców było wyznania rzymskokatolickiego i 39 prawosławnego.
Po II wojnie światowej w granicach Związku Sowieckiego. Od 1991 w niepodległej Białorusi.